# Елен де Пуртале
Графиня Елен де Пуртале (англ. Hélène de Pourtalès; 28 квітня 1868, Нью-Йорк, США — 2 листопада 1945, Женева, Швейцарія) — швейцарська яхтсменка, одна з перших жінок, що взяла участь в Олімпійських іграх, та перша жінка, яка здобула олімпійську золоту медаль.

## Біографія
Народилася 28 квітня 1868 року у Нью-Йорку, США, у сім'ї Генрі Айзека Барбі та Мері Барбі (Лоріяр). Її батько був фінансистом, а родина матері — підприємці, які володіли першою у США тютюновою фабрикою Lorillard Tobacco Company. Один з її дядьків, П'єр Лоріяр IV (англ. Pierre Lorillard IV), був відомим конярем, зокрема став першим американцем, чий кінь перегони в англійському Дербі, а інший, Жорж (англ. George Lyndes Lorillard), був яхтсменом.
У 1891 році вийшла заміж за швейцарського графа Германа де Пуртале (англ. Hermann de Pourtalès; 1847–1904).
Померла у 2 листопада 1945 в Женеві.

## Олімпіада 1900

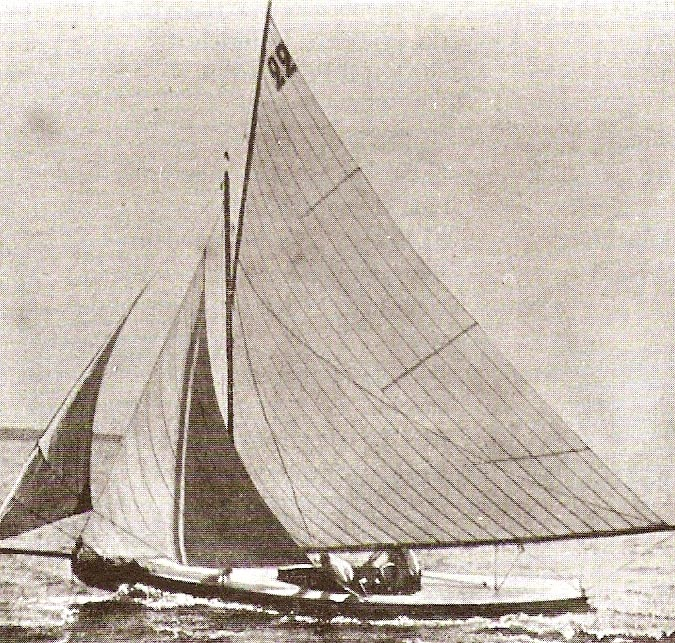
Човен Lérina під час змагань 1900 року.

Елен де Пуртале була однією з перших жінок, які брали участь в Олімпіаді, оскільки це були перші Ігри, де було дозволено брати участь жінкам.
Вона разом із чоловіком Германом та його племінником Бернаром складали екіпаж човна Lérina, який брав участь у змаганнях від Швейцарії. Екіпаж здобув перемогу у першому змаганні човнів водотоннажністю 1—2 тони (22 травня), а також здобув друге місце у другому змаганні (25 травня) у тому ж класі. Також вони брали участь у змаганнях відкритого класу, але не змогли фінішувати.
Перемога 22 травня зробила Елен де Пуртале першою жінкою — Олімпійською чемпіонкою. Першу індивідуальну Олімпійську перемогу серед жінок здобула 11 липня 1900 року англійська тенісистка Шарлотта Купер.